# 高淳縣
高淳縣，中国南京市旧县名，即今江苏省南京市高淳区前身。

## 历史
明朝弘治年间，从溧水县分出置高淳县，县治为淳溪镇，属南直隶应天府。县因高淳古镇而得名。高淳镇即今淳溪镇。清朝初年，改明应天府为江宁府，高淳属之。太平天国定都天京期间，高淳县属天京省江宁郡。同治三年（1864年），清军攻陷天京，高淳复属江宁府。
民国元年(1912)，废府，高淳县隶江苏省。1914年，于省、县两级间设道，高淳属江苏省金陵道。1927年，废道，县隶于江苏省。1934年，江苏省实行行政区督察制，高淳县属溧阳行政督察区。1935年9月，改属第十行政督察区(驻江宁)。1937年12月7日，侵华日军陷高淳县城，建立伪政权；民国高淳县政府撤至第五区青桂塘，受江南行署第一区行政督察专员公署管辖。
1949年4月23日，中国人民解放军第35军攻占南京城。同日，中共高淳县地下特别支部在高淳县城张贴标语，散发传单，组织地方商人成立高淳县地方秩序维持委员会，稳定高淳当地局势。5月2日，中共高淳县委、高淳县人民政府地方干部和一个武装排进驻县城。当晚，县委、县政府接收中华民国高淳县政府秘书叶骏麒等交出的印鉴、档案、物资清册，以及县警察局警察的枪支。行政上，高淳县属于苏南行署区镇江地区专员公署领导。3日，宣布正式成立高淳县人民政府。高淳县委重新分配高淳地下特别支部和宣高区委成员的工作。4日，县委、县人民政府接管中华民国高淳县政府各科室、国民党县党部、参议会、警察局、司法处等党政部门的档案、印章、粮食、物资等。
1953年1月，撤销苏南行署区，成立江苏省，高淳县从南京划出，属江苏省镇江专区；1958年改为常州专区，高淳属之。1959年，又改为镇江专区，高淳县属镇江专区。1983年3月1日，实行市管县体制，高淳县重新划回南京市管辖。2013年，高淳撤县设区。